# Bryconamericus phoenicopterus
Bryconamericus phoenicopterus är en fiskart som först beskrevs av Cope 1872.  Bryconamericus phoenicopterus ingår i släktet Bryconamericus och familjen Characidae. Inga underarter finns listade.